# 春暉兩代家庭關係研究
春暉兩代家庭關係研究為美國松年研究衍伸出的華裔成年子女人口研究，其為華人老齡健康和政策研究中心、羅許大學、西北大學、及其他社區組織和社會服務提供者所聯合創辦，這種學術與社區的夥伴關係是由羅許大學的董新奇醫生、西北大學的Melissa A. Simon、華人諮詢服務處的Esther Wong和Bernarda Wong所共同領導。春暉兩代家庭關係研究的主要目的為透過人口調查來了解華裔成年子女的身心健康狀況，並從其經驗和觀點找出影響華裔老人健康的重要因素。在2012年到2014年間，此研究共訪問了548位成年子女，訪談使用的語言為參與者所熟悉的語言，包括英文、普通話、粵語、台山話和潮州話。

## 背景
中國文化傳統中，家庭觀念影響著老年人照護的計畫和實踐，傳統的孝順觀念也讓成年子女背負著照顧父母的責任。而在美國，超過65歲的華裔老人人口成長速度為其他族群的四倍，這代表著未來華裔老人在華裔家庭中的照護需求將會增加，因此這個了解華裔成年子女的研究變得格外重要。
現今的的亞裔人口研究多著重在單一層面，然而，美籍華裔的社交與健康資訊仍然缺乏，除此之外，大部分的研究工具皆是圍繞著西方族群所設計，無法完善地檢視其他少數民族的文化價值，因此對於華裔家庭文化及照護的了解仍處於初步階段，若無法全面性地了解此人口，華裔族群的健康狀況及政策目標將停留在低發展的狀態，進而影響到支持華裔子女實踐照護的社會資源。因此春暉兩代家庭關係研究的創立旨在了解華裔家庭在大芝加哥地區的健康狀況。

## 方法
春暉兩代家庭關係調查為一社區參與性質的人口調查，主要對象為居住在大芝加哥地區的華裔成年子女，參與標準如下：
1. 參與者必須21歲以上[1]
2. 參與者必須有至少一位父母親或配偶的父母親60歲以上[1]
3. 參與者必須認為自己是華裔[1]

本研究數據資料的收集是透過家庭訪問， 訪問過程使用網頁應用程式收集參與者的數據，訪問內容包括問卷調查和定性調查，其中定性調查能夠更深入地了解成年子女對孝順和照顧的觀點和想法。

## 未來方向
為了更完整地認識參與者身體、行為、家庭、社交、和文化因素的改變，縱向研究是必須的。近來，春暉兩代家庭關係研究已完成了第二波的調查，2017年將會進行新一波研究，藉以了解代際關係和成年子女健康之間的關係，並且希望能推測出造成某些健康議題的原因。

## 文獻
1. 1 2 3 4 5 6 7  XinQi Dong. Stephanie Bergren. . Journal of Social Sciences. 2016  [2017-01-09]. （原始内容存档于2020-12-04）.
2. ↑  .   [01/09/2017]. （原始内容存档于2018-06-13）.
3. 1 2 3 4 5   (PDF).   [01/09/2017]. （原始内容存档 (PDF)于2016-12-22）.
4. ↑   (PDF).   [01/09/2017]. （原始内容存档 (PDF)于2017-01-16）.
5. ↑  .   [01/09/2017].